# Nichlas Rohde
Nichlas Rohde (født 1. januar 1992 i Roskilde) er en dansk fodboldspiller, der spiller for AB.

## Karriere

### FC Nordsjælland
Rohde blev hentet til FC Nordsjælland som 16 årig fra Brøndby IF ved årsskiftet 2008/2009.
Han debuterede for klubben i Superligaen den 7. august 2011 i en 2-1 sejr over Silkeborg IF. Han havde blot været på banen i 12 minutter da han scorede sit første mål da han udlignede Silkeborgs føring. Kort efter sin Superliga-debut blev Rohde belønnet med en kontraktforlængelse frem til nytår 2014.

#### Breiðablik
I efteråret 2012 blev Rohde udlejet i to måneder til den islandske klub Breiðablik. Allerede i sin første kamp for den islandske klub kom Rohde på scoringstavlen, da han blev matchvinder i en 1-0 sejr over ÍB Vestmannaeyja. Opholdet i Island blev en succes for angriberen, der blev klubbens topscorer samt blev nummer to i kampen om det islandske mesterskab.
Den 9. april 2013 blev Rohde igen udlejet til Breiðablik. Denne gang for resten af 2013 med mulighed for at skifte permanent i transfervinduet sommeren 2013. Da han vendte tilbage til FC Nordsjælland efter 2013-sæsonen havde han scoret 11 mål i 27 kampe for den islandske klub.

#### Akademisk Boldklub
Den 31. januar 2014 blev det offentliggjort, at Rohde skiftede til Akademikerne fra Gladsaxe på en lejekontrakt. Lejeaftalen ville gælde sæsonen ud.
Nichlas havde en god halvsæson for AB, hvor han bl.a. med sine 7 ligamål i 13 kampe, var forårstopscorer i AB. Lejeopholdet sluttede i sommerpausen 2014, men han blev efter sin lejekontrakts udløb, udlejet til AB igen på en etårig lejeaftale gældende hele sæsonen 2014/15. Rohdes kontrakt med FC Nordsjælland løb dog kun frem til 31. december 2014, men aftalen med AB gjaldt hele sæsonen.

### Akademisk Boldklub
I sommeren 2015 blev det offentliggjort, at Nichlas Rohde havde skrevet under på en toårig aftale med Akademisk Boldklub.